# Der Schwanendreher
Der Schwanendreher è un concerto per viola e orchestra (basato su antichi canti popolari) di Paul Hindemith, scritto nel 1935.

## Storia della composizione
Con la fine della democrazia in Germania e l’inizio della dittatura di Adolf Hitler nel 1933, che avrebbe poi portato al genocidio del popolo ebraico in Europa e alla seconda guerra mondiale, nell’arte di Paul Hindemith si verificò un mutamento che Giulio Carlo Argan mise in relazione con il particolare periodo storico e politico di quegli anni. Dopo di allora, la razionalità non costituì più una guida o una luce che illumini dall’alto il percorso dell’arte, ma si fece tecnica infallibile; la condizione che determinò tale radicale mutamento nella coscienza del compositore fu data dalla constatazione della crisi, che riguardò innanzitutto il sentimento e condusse Hindemith a passare dal puro razionalismo al puro pragmatismo.
Composto nella seconda metà del 1935, Der Schwanendreher (alla lettera: colui che gira i cigni; forse un riferimento allegorico al suonatore di ghironda), è il terzo dei concerti per viola e orchestra dopo la Kammermusik n. 5 op. 36 n. 4 (1927) e il Konzertmusik op. 48 (1929-1930) scritti da Paul Hindemith , e si caratterizza per il sottotitolo «Konzert nach alten Volkslieder» (Concerto su antichi canti popolari), che conferma l’interesse del musicista per l’antica musica vocale popolare tedesca. 

## Struttura della composizione
La canzone da ballo che dà il titolo al concerto narra la storia di un uomo dedito "a far girare i cigni sullo spiedo"; alla partitura Hindemith ha premesso il programma del concerto che descrive l’attività di un menestrello giunto in mezzo ad una allegra brigata, alla quale narra quanto egli abbia recato con sé dai paesi lontani visitati: canzoni serie e liete, e alla fine anche una danza. Avvalendosi della propria abilità e ispirazione, il menestrello si rivela un vero artista, capace di ampliare e abbellire le varie melodie, preludiando e improvvisando secondo l’estro. 
Alla viola solista Hindemith affianca un’orchestra di dimensioni alquanto ridotte (essenzialmente un complesso da camera), con gli archi che si limitano ai violoncelli e contrabbassi, mentre i fiati comprendono legni (flauti, ottavini, oboe, clarinetti, fagotti) e ottoni (corni, tromba, trombone), più arpa e timpani.
Il primo movimento è indicato Zwischen Berg und tiefem Tal: Mäßig bewegt, mit Kraft (“Tra monte e valle profonda”: Moderatamente mosso, con forza). Il titolo è tratto da una raccolta di antiche canzoni popolari di Franz Magnus Böhme, Altdeutsches Liederbuch  (Libro di antichi canti tedeschi). La particolare orchestrazione scelta contribuisce a conferire alla musica la sonorità “arcaica” propria dell’arte strumentale dei menestrelli di un tempo ormai passato. Già nell’introduzione, l’arte del menestrello di “preludiare e improvvisare” rivela la capacità di Hindemith di distaccarsi dalla tradizione formale classico-romantica del concerto per strumento solista.   
Nel secondo movimento Nun laube, Lindlein laube!: Sehr ruhig - Langsam (“Su, copriti di fronde piccolo tiglio”: Molto calmo - Lento) emerge una triste melodia da canto di perduto amore. Colpisce in modo particolare la prima parte del movimento, con la viola solista che pare quasi improvvisare dapprima accompagnata dagli accordi dell’arpa, poi alternandosi con le strofe del lied a cui fa riferimento il titolo, che Hindemith riesce a far risuonare come da tempi assai remoti.  
Per il terzo movimento Der Gutzgauch auf dem Zaune saß: Fugato (“Il cuculo stava sullo steccato”: Fugato), occorre tenere presente che dopo Böhme, il cuculo nell’antica poesia popolare non simboleggiava unicamente il ritorno della primavera, ma rappresentava altresì l’annuncio di un funesto presagio e il suo nome era utilizzato persino per indicare il diavolo. Non è dato di saperlo con certezza, ma il richiamo al presagio di sventura e al demonio potrebbe essere un celato riferimento ai crimini contro l’umanità del nazionalsocialismo commessi in Germania prima e in Europa poi, oltre che alla demoniaca figura del suo fondatore. 
Il quarto e ultimo movimento Seid Ihr nicht der Schwanendreher?: Variationen: Mäßig schnell (“Non siete voi quello che gira i cigni?”: Variazioni: Moderatamente veloce) conferma l’impressione che Der Schwanendreher sia da ritenere tra le opere di Paul Hindemith come una evocazione di tempi passati, oltre che di protesta da inquadrare nel particolare momento storico in cui l’opera vide la luce. Il ricorso al patrimonio della tradizione liederistica tedesca va considerato come l’opposizione di un uomo e un artista libero da assurdi pregiudizi e idee aberranti al rozzo populismo anticulturale del nazionalsocialismo. La prima esecuzione del concerto avvenne poco dopo la composizione nel 1935 ad Amsterdam.   

## Discografia parziale
- Daniel Benyamini; Orchestre de Paris, Daniel Barenboim (Deutsche Grammophon)
- Brett Dean; Queensland Symphony Orchestra, Werner Andreas Albert (CPO)
- Paul Hindemith; Arthur Fiedler’s Sinfonietta, Arthur Fiedler (Biddulph)
- Georg Schmid; Symphonie-Orchester des Bayerischen Rundfunks, Rafael Kubelik (Originals)
- Geraldine Walther; San Francisco Symphony Orchestra, Herbert Blomstedt (Decca)
- Tabea Zimmermann; Symphonie-Orchester des Bayerischen Rundfunks, David Shallon (EMI)